# Кука (окръг Лимасол)
Вижте пояснителната страница за други значения на Кука.
Кука̀ (на гръцки: Κουκά) е село в Кипър, окръг Лимасол. Според статистическата служба на Република Кипър през 2001 г. селото има 4 жители.
Намира се на 2 km южно от Пера Педи.